# Bile d'ours

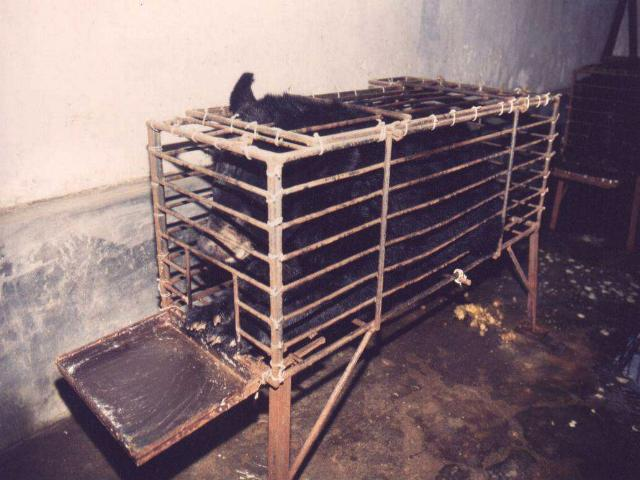
Un ours en cage pour récolte de bile dans une ferme à Huizhou en Chine.

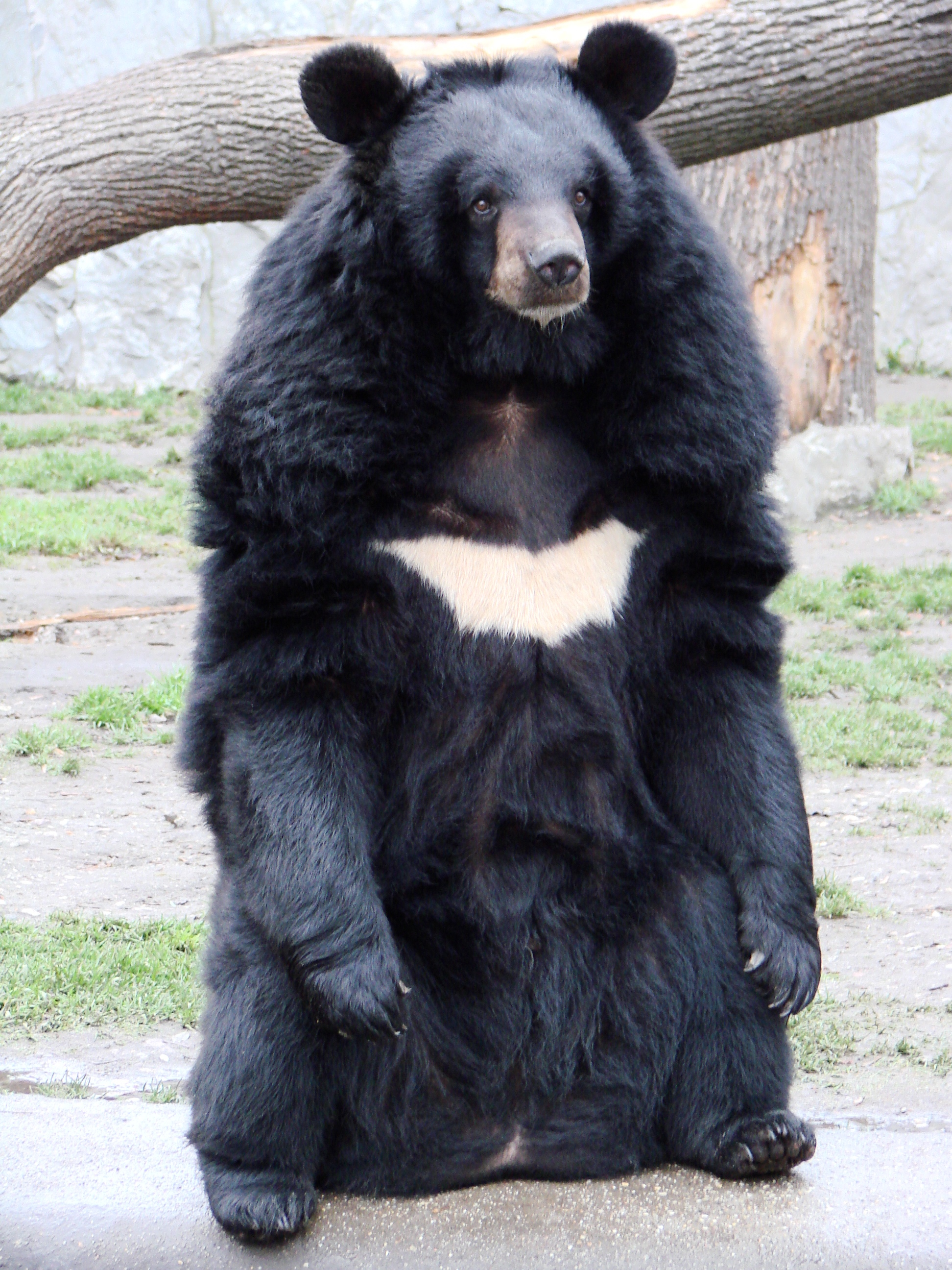
L'Ours noir d'Asie sur lequel est prélevé la bile pour ses vertus thérapeutiques et aphrodisiaques supposées

La bile d'ours est un remède de la médecine traditionnelle chinoise. Elle est prélevée directement sur les animaux vivants, coincés dans leur cage, à l'aide d'un cathéter introduit dans la vésicule biliaire après incision.
La bile d'ours est encore très prisée en Asie, et le gramme de bile séchée se vend en moyenne 170 euros. La croyance populaire lui accorde une faculté de dissoudre les calculs biliaires et rénaux, de calmer les inflammations ainsi que des vertus aphrodisiaques. Une légende japonaise prétend que les samouraïs buvaient de la bile d'ours avant le combat pour s'assurer d'être invincibles. Certains travaux semblent démontrer que l’acide ursodésoxycholique contenu dans la bile de l'ours (et en plus petite quantité également dans la bile humaine) aurait la faculté de dissoudre les calculs de cholestérol sans effet secondaire notable,. Toutefois, la majorité des études ont jugé que l'absorption de bile d'ours n'a aucun effet bénéfique sur la santé des humains 
Des associations protestent contre ce marché lucratif, en raison de la barbarie des prélèvements sur les ours. 
L’extraction se fait par le biais d'un cathéter fixé en permanence à la vésicule biliaire de l'animal, coincé dans une cage, et par lequel le fluide est extrait deux fois par jour. L'extraction peut commencer dès l'âge d'un an, souvent l'animal meurt après d'intenses souffrances à la quatrième extraction. Plus de 10 000 ours sont enfermés en Chine et environ 2 400 au Vietnam. Une enquête de 2008, a révélé qu'en l'espace de dix jours, plus de 100 autocars avaient amené 1 500 touristes sud-coréens dans des exploitations ursicoles au Vietnam. Un commerce illicite se développe à partir de ce tourisme d'un genre nouveau. 
Selon Animals Asia Foundation (en), la bile prélevée serait fréquemment pleine de pus, de bactéries, de toxines et 95 % des bêtes finiraient par mourir d’un cancer du foie lié à une affection de la vésicule biliaire.